# Джебраїльський район
Джебраїльський район (азерб. Cəbrayıl rayonu) — адміністративно-територіальна одиниця у південно-західній частині Азербайджанської Республіки, з літа 1993 року до осені 2020 контролювалася невизнаною Нагірно-Карабаською Республікою, що було кваліфіковано резолюціями Радою Безпеки ООН як окупація території Азербайджану вірменами. Згідно з адміністративно-територіальним поділом НКР, територія Джебраїльського району входила до складу Гадрутського району.
Адміністративний центр — місто Джебраїл.

## Географія
Район розташований на південному сході Малого Кавказу, на лівому березі річки Аракс і межує на півдні з Іраном, на південному заході — з Зангеланським, на заході — Кубатлинським, на півночі — з Ходжавендським, на сході — з Фізулинським районами. Площа району складає 1050 км², центр району — місто Джебраїл.

## Історія

### Російська Імперія
У 1841 році територія Джебраїла була підпорядкована Каспійській області з центром у Шамахи, а у 1846 — Шушинському повіту. У 1873 Джебраїл та прилеглі до нього території вийшли зі складу Шушинського повіту, і у складі Єлизаветпольської губернії було утворено Джебраїльський повіт. До цього часу площа повіту складала 2922,6 км², а населення — 66 360 осіб; він охоплював нинішній Джебраїльський, Фізулинський, Ходжавендський, Кубатлинський та Зангеланський райони. У 1905—1918 роках повіт називався Карягинським.

### СРСР
8 серпня 1930 року був створений Джебраїльський район Азербайджанської РСР.

### Карабаський конфлікт
Наприкінці серпня 1993 року у результаті наступу вірменських сил Збройні сили Азербайджану були вимушені залишити територію району, яка досі знаходиться під контролем невизнаної Нагірно-Карабаської Республіки та адміністративно входить до Гадрутського району НКР.
Внаслідок відновлення бойових дій у Карабасі у квітні 2016, під контроль Азербайджану перейшла висота Лала біля села Джоджуґ-Мерджанли. Це єдиний населений пункт району, який фактично контролюється Азербайджаном.

## Населення
У Джебраїльському районі історично проживали переважно азербайджанці. Це засвідчують усі переписи населення, що проводилися на цій території. Найбільшою національної меншиною у районі традиційно були росіяни.
| Нац-сть       | 1939   | 1939     | 1959   | 1959     | 1970   | 1970     | 1979   | 1979     |
| ------------- | ------ | -------- | ------ | -------- | ------ | -------- | ------ | -------- |
| Азербайджанці | 22 813 | 97,1 %   | 25 951 | 98,1 %   | 36 735 | 98,7 %   | 42 415 | 98,5 %   |
| Росіяни       | 436    | 1,9 %    | 196    | 0,7 %    | 370    | 1,0 %    | 434    | 0,1 %    |
| Талиші        | 11     | 0,1 %    | -      | 0 %      | -      | 0 %      | -      | 0 %      |
| Лезгини       | 15     | 0,1 %    | 9      | 0,1 %    | 18     | 0,1 %    | 33     | 0,1 %    |
| Вірмени       | 157    | 0,7 %    | 166    | 0,6 %    | 46     | 0,1 %    | 41     | 0,1 %    |
| Грузини       | 2      | 0,1 %    | 3      | 0,1 %    | 6      | 0,1 %    | 10     | 0,1 %    |
| Всього        | 23 502 | 100,00 % | 26 377 | 100,00 % | 37 227 | 100,00 % | 43 047 | 100,00 % |

Згідно з останнім переписом населення, проведеним у районі у 1989 році, його населення складало 49159 осіб.

## Економіка
У районі є сировина для виробництва цементу, мармур, залізна руда, також є поклади нафти. До окупації район був важливим центром розведення шовкопряду. Також у районі займались виноробством та шиттям килимів.